# Bradysia ovata
Bradysia ovata är en tvåvingeart som först beskrevs av Franklin William Pettey 1918.  Bradysia ovata ingår i släktet Bradysia och familjen sorgmyggor.
Artens utbredningsområde är British Columbia. Inga underarter finns listade i Catalogue of Life.